# Gustav (nume)
Gustav sau Gustaf (/ˈɡʊstɑːv/) e un nume bărbătesc de origine suedeză, întâlnit în mod special în Țările de Jos, scandinave și germanice, a cărui semnificație este „toiag al geaților/ goților/ zeilor”.
O teorie susține că derivarea numelui s-a făcut din norvegiana veche, mai exact din termenii „Gautr” („Geați”), „Gutar/Gotar” („Goți”) sau „goð ōs” („zei”) și „stafr” („toiag”). 
O altă teorie presupune că numele provine din slava medievală, fiind derivat din „Gostislav”, un cuvânt compus ce are sensul de „invitat glorios” („gosti” e „invitat” și „slava” e „glorie”).
Numele a fost purtat de 8 regi ai Suediei, incluzându-l pe Gustav Vasa din secolul a XVI-lea și actualul rege, Carl XVI Gustaf.
Este un nume comun pentru monarhii suedezi încă de la domnia lui Vasa, dar a pătruns și în alte limbi.
De exemplu, în finlandeză e „Kustaa”, pe când în islandeză se scrie „Gústav” sau „Gústaf”.
Varianta franceză e „Gustave”, cea italiană, portugheză și spaniolă e „Gustavo”, iar forma latină e „Gustavus”.
În cultura populară, numele Gustav amintește adesea de Carl Gustav Jung, Gustav Klimt, Gustave Flaubert sau de Alexandre Gustave Eiffel.
Gustave e, totodată, numele dat unui crocodil⁠(d) din Burundi, despre care localnicii spun că ar fi mâncat 300 de oameni în zona râului Ruzizi⁠(d) și a lacului Tanganyika. Deși numărul acestora nu poate fi verificat, crocodilul a căpătat un status aproape mitic și este temut de oamenii din regiune.
1. ↑  „Gustav (name)”, Wikipedia (în engleză), 24 aprilie 2022, accesat în 2 mai 2022